# Przyborowice (województwo lubuskie)
Przyborowice (niem. Tzschiegern, łuż. Cygrin) – wieś w Polsce położona w województwie lubuskim, w powiecie krośnieńskim, w gminie Gubin.
W latach 1975–1998 miejscowość położona była w województwie zielonogórskim.
Po raz pierwszy wymienione w dokumencie z roku 1357 pod nazwą (niem. Zcigerin), ale z biegiem czasu nazwa zmieniała się na (niem. Czigerin, Zigaren oraz Schiegern w 1937 roku). Gleba jest tu piaszczysta i kamienista, dlatego też w 1765 roku jej mieszkańcy musieli się napracować by zebrać z pól uprawiane żyto, pszenicę, jęczmień, owies, groch, grykę, chmiel, len, proso i ziemniaki. W latach 1816 – 1829 pierwszym starostą powiatu gubeńskiego był baron Ernst Wilhelm von Manteuffel auf Zschiegern i w okresie jego urzędowania ziemia majątku przeszła w posiadanie chłopów. Pierwsi polscy osadnicy wykorzystali pomieszczenia po byłej remizie strażackiej i wybudowali tu kapliczkę.
We wsi utworzono szkołę w roku szkolnym 1945/1946 dla 20 dzieci, którą przeniesiono w 1948 roku do Kałka. Osiedliło się tutaj 16 rodzin w tym 14 rolników i 2 rzemieślników. W 1952 roku we wsi mieszkało 131 osób i było 25 gospodarstw. Od 2007 roku wieś posiada sieć wodną.